# Новиков, Игорь Николаевич (скульптор)
Игорь Николаевич Новиков (7 июня 1951, Москва — 14 апреля 2024) — советский и российский скульптор, член-корреспондент Российской академии художеств (2013).

## Биография
Родился 7 июня 1951 года в Москве.
В 1974 году окончил Московский художественный институт имени В. И. Сурикова, мастерская Николая Томского и Михаила Бабурина.
С 1980 года — член Союза художников СССР, член секции скульптуры Московского Союза художников.
В 2013 году избран членом-корреспондентом Российской академии художеств от Отделения скульптуры.
Член выставочного комитета в Музейно-выставочном центре Серпухова Московской области.
Умер 14 апреля 2024 года.

## Творческая деятельность
Основные произведения
- Памятник Александру Невскому во Владимире (2003);
- Памятник погибшим сотрудникам ФСБ в Нижнем Новгороде совместно с И. Черноглазовым (2009);
- Памятник поэту Расулу Гамзатову в Москве в соавторстве с Ш. Канайгаджиевым (2013);
- памятный знак А. С. Пушкину на здании МГУ на Моховой (1999);
- Памятник В. Н. Челомею (в соавторстве с А. В. Балашовым, 2015, Москва);
- памятник—бюст космонавту В. В. Лебедеву, (2017, Москва);
- памятник-бюст — разведчику Феклистову (2020, Москва).

Монументальные скульптурные композиции
- «Ева» (1986, Польская Народная Республика);
- «Ожидание» (1987, Республика Армения);
- «Человек и рыба» (1988, Чехия);
- «Весенний бег» (1989, г. Навои, Узбекистан);
- «Выживший» (1990, Бухара, Узбекистан).

Мемориальные доски
- поэту Ф. И. Тютчеву в Мюнхене (1999);
- народным артистам СССР Лидии Сухаревской и Борису Тенину (2007);
- народным артистам СССР О. Н. Ефремову (2007), М. И. Прудкину (2008);
- певцу Пирогову (2000, Москва);
- министру связи СССР Н. Д. Псурцеву (2008);
- народному артисту РСФСР Н. П. Смирнову-Сокольскому (2009);
- математику Н. Н. Боголюбову (2010);
- разведчику Киму Филби (2010);
- писателю А. Б. Чаковскому (2012);
- академику Н. В. Турбину (2013) и др.

Станковые произведения: «Весна в деревне» (1982, бронза), «Скромница» (1985, дерево, Музей современного искусства, София, НРБ), «Ожидание» (1991, дерево, ГТГ), «Диалог» (1993, дерево), «Рыбак» (1996, дерево), «Два кота» (2015, бронза), «Огородница» (2017, бронза), «Коррида» (2020); портреты — сестры (1974, мрамор, Союз художников России), отца (1976, бронза), художника Якунчикова Г. С. (1989, бронза), рабочего Торицина (1999, бронза).
Постоянный участник выставок с 1971 года, с 1986 года — активный участник симпозиумов по парковой скульптуре.
Произведения находятся в музейных и частных коллекциях в России и за рубежом.

## Награды
- Заслуженный художник Российской Федерации (2017)[3]
- Премия Службы внешней разведки Российской Федерации в области литературы и искусства (совместно с А. К. Тихоновым, за 2012 год) — за создание мемориальной доски разведчику Киму Филби[4]
- Грамота Министерства культуры Российской Федерации (2013)